# アルティマトゥーレ
アルティマトゥーレ（欧字名:Ultima Thule、2004年4月14日 - 2016年2月15日）は、日本の競走馬、繁殖牝馬。主な勝ち鞍に2009年のセントウルステークス、2010年のシルクロードステークス。
馬名の由来は、「世界の果て」。

## 来歴

### 2006年
デビューは栗東の森秀行厩舎所属で12月16日の阪神の芝1,400mの新馬戦に出走。1番人気に推され、直線抜け出してデビュー戦勝利を飾った。

### 2007年
2戦目は3月の阪神の500万下の特別戦7着後、5月の東京のガーベラ賞で2勝目を挙げたが、体質が弱いこともありその後1年5ヶ月の休養を余儀なくされる。

### 2008年
休養の間に美浦の奥平雅士厩舎に移籍した。復帰戦は10月の福島の500万下の平場戦で1番人気に推されるも2着惜敗した。

### 2009年
1月と3月の中京の豊橋特別（500万下）と鈴鹿特別（1000万下）の1,200m戦をいずれも1番人気で逃げ切り勝ちで連勝。連勝の勢いで阪神の阪神牝馬ステークスで重賞初挑戦。2番人気に推されるも10着惨敗した。6月の福島の準オープンのテレビユー福島賞に出走しここでは1番人気に応えて晴れてオープン入りを果たす。
7月の新潟のアイビスサマーダッシュは3着惜敗も9月の阪神のセントウルステークスは直線抜け出して快勝。重賞初勝利を飾った。前日に弟のキャプテントゥーレも朝日チャレンジカップを制しており、土日で姉弟重賞制覇したことになる。そして本番のスプリンターズステークスに1番人気で出走。3番手でレースを進めたが直線で伸び切れず5着に敗れた。その後、11月の京阪杯では1番人気で出走。2番手でレースを進めたが、直線で失速して8着に敗れた。

### 2010年

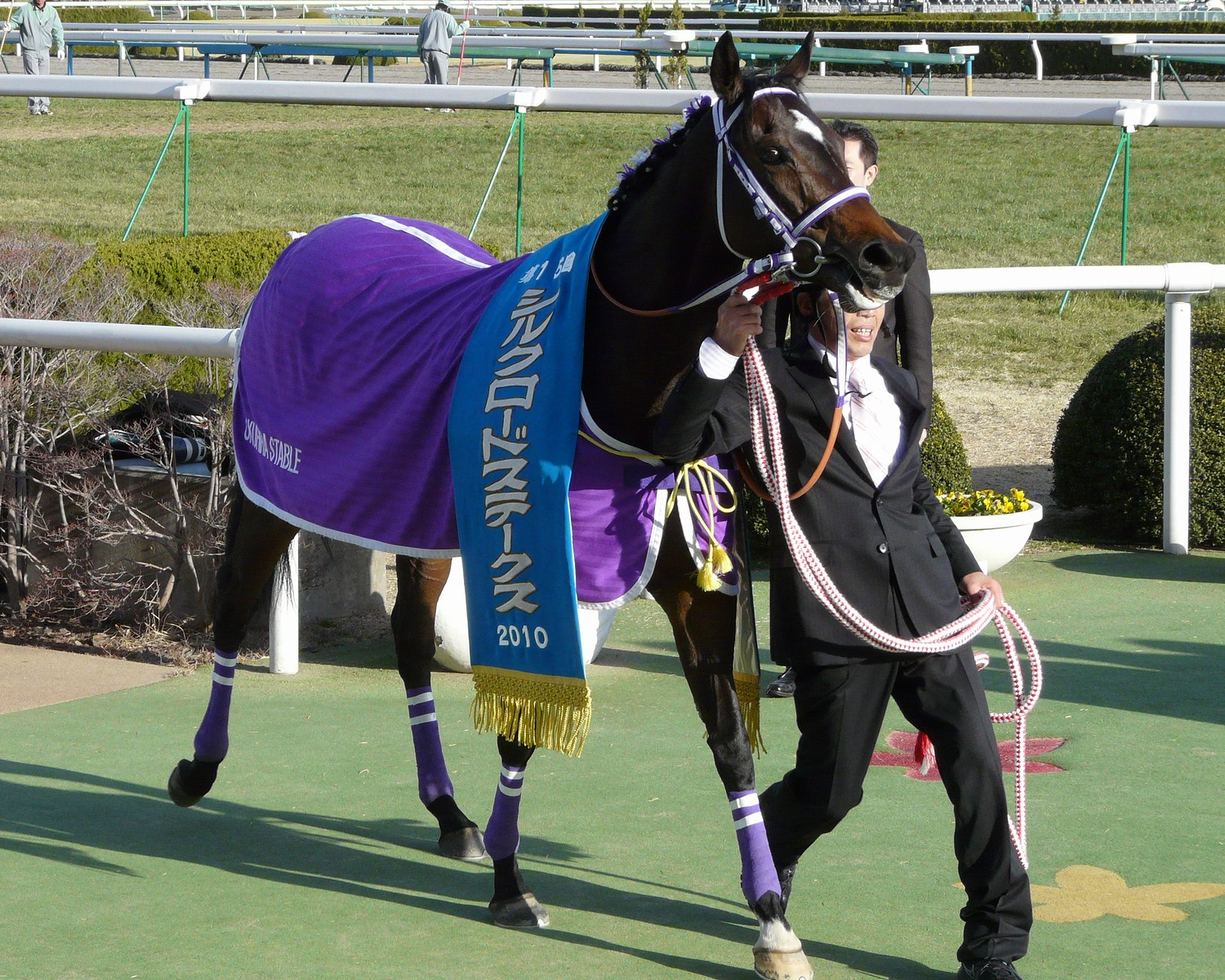
シルクロードS勝利時

2010年の緒戦は2月7日のシルクロードステークス。3番人気での出走となり、最後の直線で抜け出すとショウナンカザンを1馬身3/4抑えて重賞2勝目を挙げた。引退レースとなった3月28日の高松宮記念ではキンシャサノキセキに次ぐ2番人気で出走したが、スタートで後手を踏み道中は中団でレースを進めるも直線で伸び切れず5着に敗れ、有終の美を飾れなかった。
引退後は生まれ故郷の社台ファームにて繁殖牝馬となる。

## 繁殖成績
北海道千歳市の社台ファームにて繁殖牝馬として繋養された。アルティマリガーレ出産の翌日である2016年2月15日に死亡した。直仔から重賞馬は出ていないが、2番仔アルティマブラッドの産駒イーグルノワールが2023年に兵庫ジュニアグランプリを制している。
| 馬名               | 誕生年 | 性別 | 毛色   | 父                 | 馬主                   | 厩舎             | 戦績                  |
| ------------------ | ------ | ---- | ------ | ------------------ | ---------------------- | ---------------- | --------------------- |
| アルティマプリンス | 2011年 | 牡   | 黒鹿毛 | キングカメハメハ   | （有）社台レースホース | 栗東・安田隆行   | 5戦2勝（引退）        |
| アルティマブラッド | 2012年 | 牝   | 青鹿毛 | シンボリクリスエス | （有）社台レースホース | 栗東・音無秀孝   | 29戦6勝（引退、繁殖） |
| アルティマチャーム | 2013年 | 牝   | 鹿毛   | キングカメハメハ   | （有）社台レースホース | 美浦・奥平雅士   | 3戦0勝（引退、繁殖）  |
| デリスモア         | 2014年 | 牝   | 鹿毛   | ワークフォース     | （有）社台レースホース | 栗東・大久保龍志 | 11戦2勝（引退、繁殖） |
| アルティマリガーレ | 2016年 | 牝   | 鹿毛   | ハービンジャー     | （有）社台レースホース | 栗東・佐々木晶三 | 12戦3勝（引退、繁殖） |

## 競走成績
| 年月日 | 年月日 | 年月日 | 競馬場 | 競走名           | 格       | 頭数 | 枠番 | 馬番 | オッズ （人気） | オッズ （人気） | 着順 | 騎手     | 斤量 | 距離（馬場）  | タイム （上り3F） | タイム 差 | 勝ち馬/（2着馬）       |
| 2006   | 12.    | 16     | 阪神   | 2歳新馬          |          | 14   | 5    | 8    | 02.3            | 0（1人）        | 01着 | 四位洋文 | 54   | 芝1400m（良） | 1:23.6（35.1）    | -0.1      | （クレスコワールド）   |
| 2007   | 3.     | 18     | 阪神   | さわらび賞       | 500万下  | 12   | 6    | 8    | 05.4            | 0（3人）        | 07着 | 安藤勝己 | 54   | 芝1600m（良） | 1:35.7（36.4）    | 1.5       | スズカコーズウェイ     |
|        | 5.     | 19     | 東京   | ガーベラ賞       | 500万下  | 15   | 3    | 4    | 09.2            | 0（4人）        | 01着 | 柴田善臣 | 54   | 芝1400m（良） | 1:21.6（34.4）    | -0.1      | （メダイヨン）         |
| 2008   | 10.    | 26     | 福島   | 3歳上500万下     |          | 16   | 1    | 1    | 03.5            | 0（1人）        | 02着 | 三浦皇成 | 54   | 芝1200m（良） | 1:08.4（34.4）    | 0.0       | カシノリボン           |
| 2009   | 1.     | 17     | 中京   | 豊橋特別         | 500万下  | 16   | 2    | 3    | 02.5            | 0（1人）        | 01着 | 上村洋行 | 55   | 芝1200m（良） | 1:08.4（34.5）    | -0.9      | （ブルーデインヒル）   |
|        | 3.     | 21     | 中京   | 鈴鹿特別         | 1000万下 | 18   | 4    | 8    | 01.4            | 0（1人）        | 01着 | 横山典弘 | 55   | 芝1200m（良） | 1:09.0（34.7）    | -0.5      | （スペシャルポケット） |
|        | 4.     | 11     | 阪神   | 阪神牝馬S        | GII      | 18   | 5    | 10   | 04.8            | 0（2人）        | 10着 | 横山典弘 | 55   | 芝1400m（良） | 1:22.4（35.4）    | 1.0       | ジョリーダンス         |
|        | 6.     | 27     | 福島   | テレビユー福島賞 | 1600万下 | 16   | 7    | 14   | 02.3            | 0（1人）        | 01着 | 松岡正海 | 55   | 芝1200m（良） | 1:08.2（34.1）    | -0.4      | （タイセイハニー）     |
|        | 7.     | 19     | 新潟   | アイビスSD       | GIII     | 18   | 6    | 12   | 04.4            | 0（2人）        | 03着 | 松岡正海 | 54   | 芝1000m（重） | 0:56.5（34.3）    | 0.3       | カノヤザクラ           |
|        | 9.     | 13     | 阪神   | セントウルS      | GII      | 15   | 8    | 16   | 10.6            | 0（5人）        | 01着 | 松岡正海 | 55   | 芝1200m（良） | 1:07.8（33.9）    | -0.4      | （スリープレスナイト） |
|        | 10.    | 4      | 中山   | スプリンターズS  | GI       | 16   | 1    | 2    | 03.7            | 0（1人）        | 05着 | 松岡正海 | 55   | 芝1200m（良） | 1:07.8（34.7）    | 0.3       | ローレルゲレイロ       |
|        | 11.    | 28     | 京都   | 京阪杯           | GIII     | 18   | 2    | 3    | 02.4            | 0（1人）        | 08着 | 松岡正海 | 55   | 芝1200m（良） | 1:08.1（34.9）    | 0.5       | プレミアムボックス     |
| 2010   | 2.     | 7      | 京都   | シルクロードS    | GIII     | 16   | 6    | 12   | 05.9            | 0（3人）        | 01着 | 横山典弘 | 55.5 | 芝1200m（良） | 1:08.1（33.5）    | -0.3      | （ショウナンカザン）   |
|        | 3.     | 28     | 中京   | 高松宮記念       | GI       | 18   | 2    | 3    | 04.3            | 0（2人）        | 05着 | 横山典弘 | 55   | 芝1200m（良） | 1:08.7（34.6）    | 0.1       | キンシャサノキセキ     |

## 血統表
| アルティマトゥーレの血統サンデーサイレンス系／5代内アウトブリード | アルティマトゥーレの血統サンデーサイレンス系／5代内アウトブリード | アルティマトゥーレの血統サンデーサイレンス系／5代内アウトブリード | （血統表の出典）           | （血統表の出典） |
| 父 フジキセキ 1992 青鹿毛                                         | 父の父*サンデーサイレンス Sunday Silence 1986 青鹿毛              | Halo                                                              | Hail to Reason             | Hail to Reason   |
| 父 フジキセキ 1992 青鹿毛                                         | 父の父*サンデーサイレンス Sunday Silence 1986 青鹿毛              | Halo                                                              | Cosmah                     |                  |
| 父 フジキセキ 1992 青鹿毛                                         | 父の父*サンデーサイレンス Sunday Silence 1986 青鹿毛              | Wishing Well                                                      | Understanding              | Understanding    |
| 父 フジキセキ 1992 青鹿毛                                         | 父の父*サンデーサイレンス Sunday Silence 1986 青鹿毛              | Wishing Well                                                      | Mountain Flower            |                  |
| 父 フジキセキ 1992 青鹿毛                                         | 父の母*ミルレーサー Millracer 1983 鹿毛                           | Le Fabuleux                                                       | Wild Risk                  | Wild Risk        |
| 父 フジキセキ 1992 青鹿毛                                         | 父の母*ミルレーサー Millracer 1983 鹿毛                           | Le Fabuleux                                                       | Anguar                     |                  |
| 父 フジキセキ 1992 青鹿毛                                         | 父の母*ミルレーサー Millracer 1983 鹿毛                           | Marston's Mill                                                    | In Reality                 | In Reality       |
| 父 フジキセキ 1992 青鹿毛                                         | 父の母*ミルレーサー Millracer 1983 鹿毛                           | Marston's Mill                                                    | Millicent                  |                  |
| 母 エアトゥーレ 1997 芦毛                                         | 母の父*トニービン Tony Bin 1983 鹿毛                              | *カンパラ Kampala                                                 | Kalamoun                   | Kalamoun         |
| 母 エアトゥーレ 1997 芦毛                                         | 母の父*トニービン Tony Bin 1983 鹿毛                              | *カンパラ Kampala                                                 | State Pension              |                  |
| 母 エアトゥーレ 1997 芦毛                                         | 母の父*トニービン Tony Bin 1983 鹿毛                              | Severn Bridge                                                     | Hornbeam                   | Hornbeam         |
| 母 エアトゥーレ 1997 芦毛                                         | 母の父*トニービン Tony Bin 1983 鹿毛                              | Severn Bridge                                                     | Priddy Fair                |                  |
| 母 エアトゥーレ 1997 芦毛                                         | 母の母*スキーパラダイス 1990 芦毛                                 | Lyphard                                                           | Northern Dancer            | Northern Dancer  |
| 母 エアトゥーレ 1997 芦毛                                         | 母の母*スキーパラダイス 1990 芦毛                                 | Lyphard                                                           | Goofed                     |                  |
| 母 エアトゥーレ 1997 芦毛                                         | 母の母*スキーパラダイス 1990 芦毛                                 | Ski Goggle                                                        | *ロイヤルスキー            | *ロイヤルスキー  |
| 母 エアトゥーレ 1997 芦毛                                         | 母の母*スキーパラダイス 1990 芦毛                                 | Ski Goggle                                                        | Mississippi Siren F-No.3-l |                  |

- 母エアトゥーレは阪神牝馬ステークス（GII）優勝。
- 半弟キャプテントゥーレ（父アグネスタキオン）は皐月賞（GI）優勝、朝日チャレンジカップ（GIII）優勝。
- 半弟クランモンタナ（父ディープインパクトは小倉記念（GIII）優勝。
- 半弟シルヴァーソニック（父オルフェーヴルはステイヤーズステークス（GII）優勝。
- 祖母スキーパラダイスはムーラン・ド・ロンシャン賞（フランスG1）、京王杯スプリングカップ（GII）優勝。
- スキーパラダイスの半弟スキーキャプテン（父ストームバード）はきさらぎ賞（GIII）優勝。
- 曾祖母スキーゴーグルはエイコーンステークス（アメリカG1）優勝。